# Kerk van Heveskes

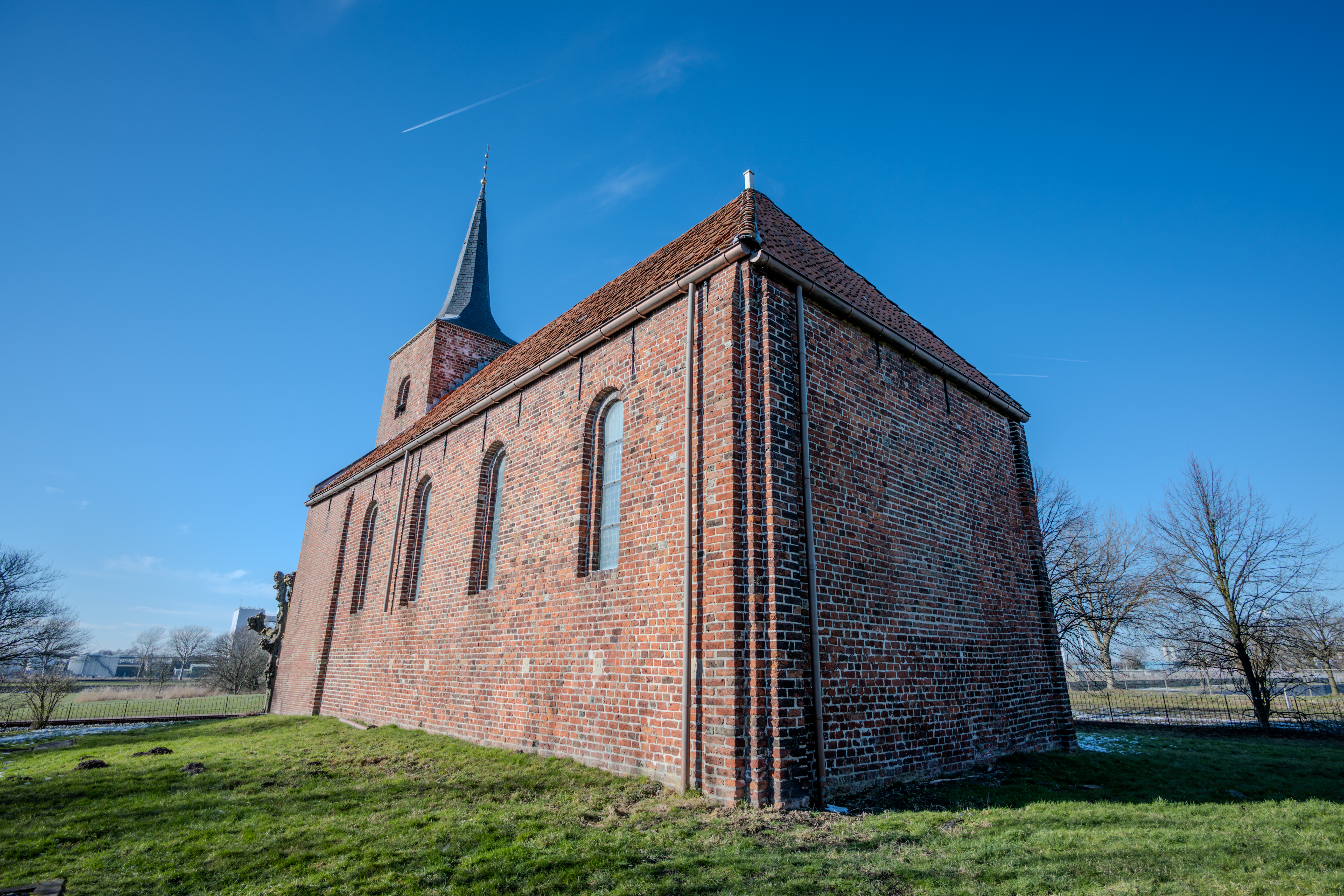
Achterzijde

De voormalige Nederlands Hervormde Kerk van het verdwenen Groninger dorp Heveskes is een van de zeer weinige nog overgebleven historische gebouwen in de Delfzijlster Oosterhoek, die verder bestaat uit het Chemiepark Delfzijl, het industriegebied Oosterhorn en een gedeelte van de haven van Delfzijl. Het is een eenbeukig rechtgesloten zaalkerkje, waarvan de toren het oudst is.

## Geschiedenis

### Vroege geschiedenis
De eerste aanwijzing voor een kerk in Heveskes is een zandstenen doopvont die tot het einde van de Tweede Wereldoorlog in de kerk stond en waarschijnlijk dateert uit de eerste helft van de 12e eeuw. Deze doopvont is een van de oudste van de provincie Groningen. Deze cilindrische kuip op een vierkant voetstuk wordt op de hoeken verlevendigd door zuiltjes. De buitenzijde van de kuip wordt verlevendigd door een boogfries dat bestaat uit rondbogige velden, waarmee de vont kan worden gedateerd. De vont werd na de Tweede Wereldoorlog verplaatst naar de kerk van Termunten. Een grote korrfbogige opening in de oostmuur van de toren lijkt erop te wijzen dat deze voor de bouw van het huidige schip verbonden was met een eerder bouwwerk.

### Bouw van de toren

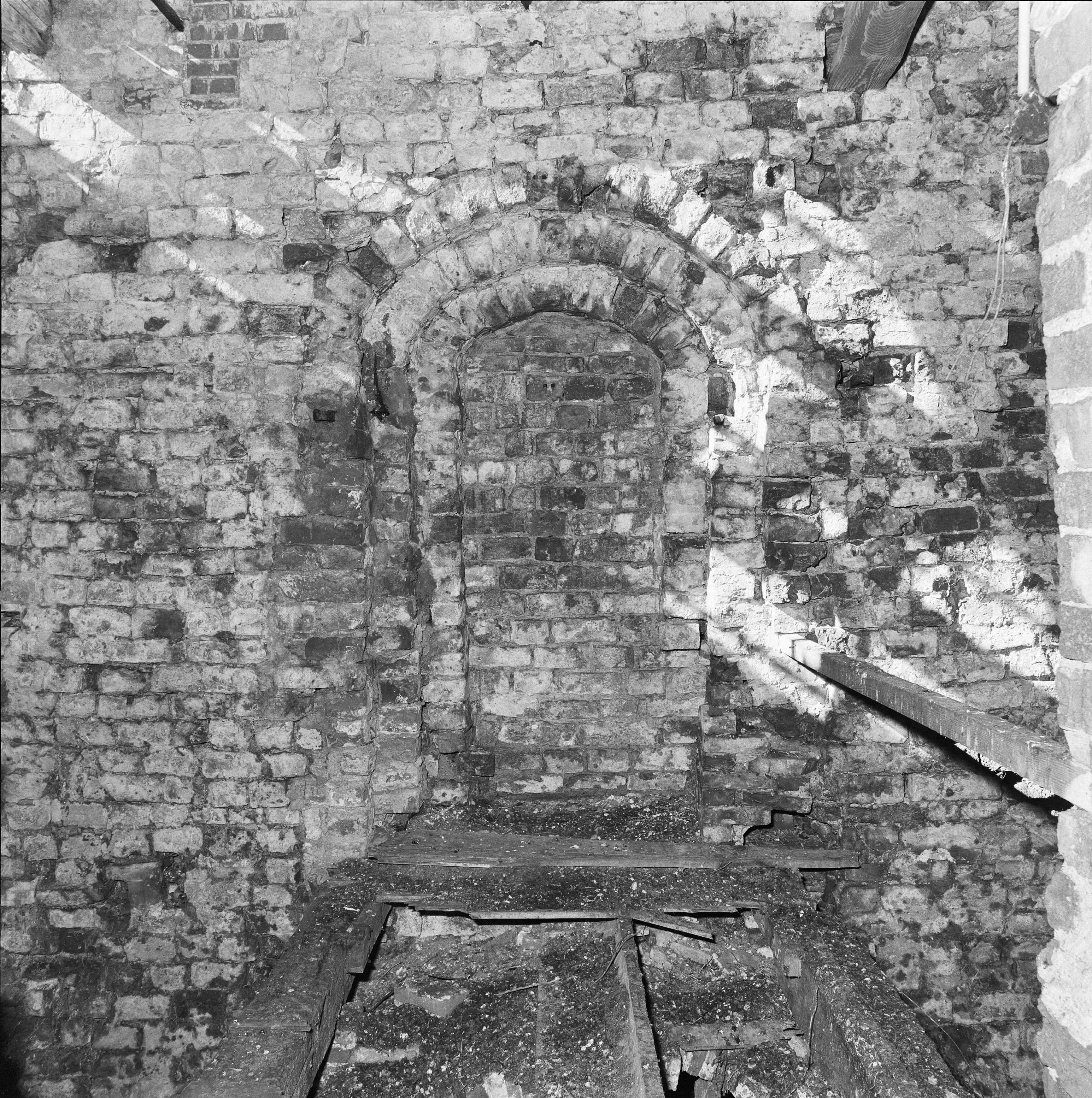
Voormalige vluchtdeur (1988).

Het oudste gedeelte van het huidige romanogotische kerkgebouw is het benedendeel van de toren dat dateert van rond 1200 en zich in de breedte uitstrekt over het hele gebouw. Van de oorspronkelijke toren resteert alleen het oostelijke deel van de benedenbouw. Het bouwwerk had zware muren van 2 meter dikte. Later werd de zuidmuur van de toren waarschijnlijk afgekloofd om deze meer in lijn met de muur te brengen. Hierdoor is deze muur een halve meter dunner dan de overige muren. De toren vormde waarschijnlijk een vierkant van ruim 5 meter doorsnede aan binnenzijde en ongeveer 9 meter aan buitenzijde. Het onderste deel van de buitenzijde is volledig aan het zicht onttrokken door latere herstelwerkzaamheden. De aansluiting met de loodrechte noordelijke schipmuur toont dat deze van oorsprong forse westtoren tijdens de bouw sterk scheef zakte naar het zuidoosten en dat het huidige schip er later tegenaan werd gebouwd. Op de begane grond zijn de aanzetten van muraalbogen en de afgekapte schildbogen van een vroeger koepelgewelf zichtbaar. De eerste verdieping van de toren bezat een aantal siernissen, die later zijn dichtgezet en aan noordzijde in het metselwerk herkenbaar zijn aan twee vakken van verschillende kleur en structuur. Er zouden zich volgens de Voorloopige lijst van Ozinga uit 1933 nog een nis en een muizentand bevinden in de oostmuur.  Het oorspronkelijke bovendeel van de toren boven de eerste verdieping bestond waarschijnlijk alleen uit een klokkezolder, waarmee de toren betrekkelijk kort moet zijn geweest. Aan de oostzijde bevinden zich op de eerste verdieping de contouren van wat vermoedelijk een vluchtdeur is geweest. Aan binnenzijde hiervan bevinden zich ogen, die vermoedelijk tot het hang- en sluitwerk behoorden.

### Bouw van een romanogotische kerk
Het schip werd in de periode tussen 1250 en 1270 tegen de toren aangebouwd. De noordmuur met het oorspronkelijke muurwerk is waarschijnlijk de oudste muur. Deze muur getuigt van het feit dat de kerk oorspronkelijk opgetrokken werd in romanogotische stijl.  Het bestond oorspronkelijk uit een voor de romanogotiek gebruikelijk gebouw van vermoedelijk 3 traveeën lang, die van elkaar werden gescheiden door lisenen. De totale lengte aan binnenzijde bedroeg daarmee ruim 23 meter. De noordmuur heeft twee smalle rondboogvensters die aan buitenzijde worden gedekt door een rondstaafprofiel. De vensters werden waarschijnlijk oorspronkelijk elk door twee siernissen geflankeerd. De muurindeling werd in de 19e eeuw sterk gewijzigd door het inhakken van drie grotere vensters. Bij de restauratie zijn deze vensters weer verwijderd, maar de siernissen zijn destijds mogelijk niet herkend, daar deze niet zijn gereconstrueerd. De later dichtgemetselde noordingang is aan binnenzijde herkenbaar aan twee verticale naden. De voet hiervan bevindt zich onder het maaiveld, doordat het kerkhof later is opgehoogd. In de noordmuur zijn ook de restanten teruggevonden van twee koepelgewelven, die de eerste twee traveeën overdekten. Onder de muurplaten zijn stenen aangetroffen die vroeger onderdeel vormden van de ojiefvormige daklijst.

### Verwoestingen in de 16e eeuw
Tijdens de Saksische Vete werd 'Hevensche' volgens Sicke Benninghe in 1505 aangevallen door  'knechten, en andere Borgeren en Buren tot een 400 off 500 starck' uit de stad Groningen, die het dorp platbrandden en plunderden. Benninghe schrijft dat de troepen 'de Kerckedeuren in[branden], soo datse spaerden de Kercke noch kluise, dat daeromme boesslijcken was gedaen'. Verder schrijft hij echter dat 'De mannen weeren gevlooden in de Kercken op de Kercktooren, en deden daer groeten weer af, want se woldense al gevangenen hebben, men se kregen geene gevangene, en de van den Dam quemen uyt mit een vaentken omtrent 200 knechten starck, en volgenden oock voele Buren van Weywert, Hevensche, Oterdum, en Farmsum, den Gronningers achter nae". De toren heeft dus in elk geval eenmaal dienstgedaan als versterking. Mogelijk heeft de toren ook dienstgedaan als vluchtplaats tijdens de vele overstromingen die het kustgebied gedurende de eeuwen teisterden.
In de Tachtigjarige Oorlog werd de kerk door gevechtshandelingen op 23 april 1584 echter verwoest. In de kronieken van Abel Eppens en Phebens staat dat de dorpen in de Oosterhoek niet tegemoetkwamen aan de eis om brandschatting van de Staatse troepen uit de schans bij Oterdum en daarop werden platgebrand. Volgens Eppens gebruikten de troepen de restanten van de kerk vervolgens in 1585 als bouwstof voor de westelijke schans van Oterdum. Een 30 cm brede scheur in de oostmuur van de toren doet vermoeden dat hierbij springstof kan zijn gebruikt. Mogelijk zakte de toren echter ook schever als gevolg van het wegvallen van de zuidmuur.

### Herbouw
Alleen het onderste deel van de toren en de noordmuur bleven staan en vormden 20 jaar later de basis voor de herbouw, die waarschijnlijk ergens na de reductie plaatsvond, maar vóór 1604. De kosten van de herbouw werden opgebracht uit pastorie- en vicariegoederen. Het kerkje werd bij de herbouw een meter smaller en waarschijnlijk een travee korter, waarmee de lengte aan binnenzijde 16 meter werd. De zuidmuur en oostmuur werden opnieuw opgetrokken uit afbraakmateriaal, waarbij de zuidmuur -ongewoon voor die tijd- op een nieuwe fundering een meter naar binnen werd geplaatst. Vermoedelijk was de oude muur te zwaar beschadigd om herbouw op de oude locatie toe te staan. Een bult achter de kerk verwijst vermoedelijk naar de vroegere aanwezigheid van de derde travee. In de oost- en zuidmuur werden rondboogvensters met eenvoudige dagkantprofielen geplaatst (4 in de zuidmuur en 2 in de oostmuur), die net als aan noordzijde in de 19e eeuw werden vervangen door grotere vensters en bij de restauratie weer werden vervangen door de oude smallere rondboogvensters. De oostmuur werd bij de restauratie echter volledig dichtgemetseld. In de nieuwe zuidmuur werd aan westzijde ook een segmentbogig poortje geplaatst, maar deze werd later dichtgemetseld, hetgeen bij de restauratie zo is gelaten. De nieuwe kerk kreeg een dak met houten spanten die afgaande op de pen- en gatverbondingen dateren uit de 15e of 16e eeuw.
Het westelijke deel van de toren werd afgebroken en het oostelijke deel werd afgebroken tot aan het kerkdak. Van de zuidmuur werd het onderste deel afgekloofd om deze meer in lijn met het nieuwe smallere kerkgebouw te krijgen. Aan westzijde kwam een nieuwe risaliet, waarop het bovendeel van de toren deels kwam te rusten. Ter versterking werden twee korfbogen geslagen tussen de oude oostmuur en nieuwe westmuur van de toren. Het bovendeel werd opgetrokken als een versmald vierkant: Tussen de beide muren van het schip en in het verlengde van de nieuwe risaliet. De toren werd bekroond door een achtkante ingesnoerde naaldspits om zo een grotere hoogtewerking te bewerkstelligen. De klokkenstoel met een kerkklok (diameter 107 cm) van de klokkengieter Nicolaes Sickmans werd in 1634 geplaatst en bevat een opschrift over de plaatsing en het wapen van de adellijke familie Ripperda, die collatoren van de kerk waren.

### Verbouwing, reparaties en restauratie
Tussen 1778 en 1780 vond een ingrijpende wijziging plaats, waarbij het westfront van de toren tot stand kwam en de muren voorzien werden van een klamplaag. Het zuidpoortje werd toen dichtgezet om meer ruimte voor kerkbanken te bewerkstelligen. De kerk kon vanaf toen alleen betreden worden via de westelijke ingang onder de toren. Een deel van het dak werd vervangen, waarvoor aan oostzijde mogelijk een topgevel werd verwijderd. Een gedenksteen vermeldt dat de verbouwing -net als bij de gelijktijdige verbouwing van de kerk van Losdorp- gebeurde in opdracht van de familie Rengers, een vooraanstaand Gronings jonkersgeslacht. In de kerk kwamen nieuwe eikenhouten kerkbanken en in 1781 werd een nieuwe preekstoel met fraai houtsnijwerk van Abraham Bekenkamp geïnstalleerd.
In 1857 werden de vensters vervangen nadat door hagel meer dan 100 glasruiten sneuvelden. In 1869 werden mogelijk de nieuwe grotere vensters geplaatst. In 1888 vervaardigde de orgelbouwersfirma Van Dam een nieuw kerkorgel, waarvoor in de kerk een orgelzolder werd gemaakt. In 1891 was het orgel gereed. Mogelijk was dit niet het eerste orgel van de kerk, want volgens Van der Aa stond er in 1844 ook al een orgel in de kerk.
Tijdens de bevrijding van Delfzijl liep het kerkgebouw zware schade op als gevolg van granaatinslagen, waarbij bijna alle dakpannen en glasruiten sneuvelden en de zuidmuur en de voet van de torenspits voltreffers kregen. In de kerk liepen de preekstoel, het orgel en enkele banken ook schade op. In hetzelfde jaar werden noodreparaties uitgevoerd en werd een plan ingediend door architect Van Loo onder supervisie van restauratie-architect Wittrop-Koning. Pas nadat in 1948 oorspronkelijke vensters werden teruggevonden bij het afbikken van de muren in de kerk werd geld beschikbaar gesteld voor een uitgebreide restauratie, die vervolgens plaatsvond tussen 1948 en 1952. Naar de opvattingen van die tijd diende het 'middeleeuwse karakter' van de kerk te worden nagestreefd, wat leidde tot de reconstructie van de oude vensters in de noordmuur, maar ook tot hiervan afgeleide vensters in de na-middeleeuwse zuidmuur. 19e-eeuwse toevoegingen dienden uit de kerk te verdwijnen en ook van het 18e-eeuwse meubilair mochten alleen de meest waardevolle delen blijven. Intern werd de preekstoel van de zuidmuur naar de oostmuur verplaatst en het orgel van de oostmuur naar de westmuur. Na de restauratie werd er weinig onderhoud meer aan het kerkgebouw gepleegd.

### Slopen of verplaatsen?

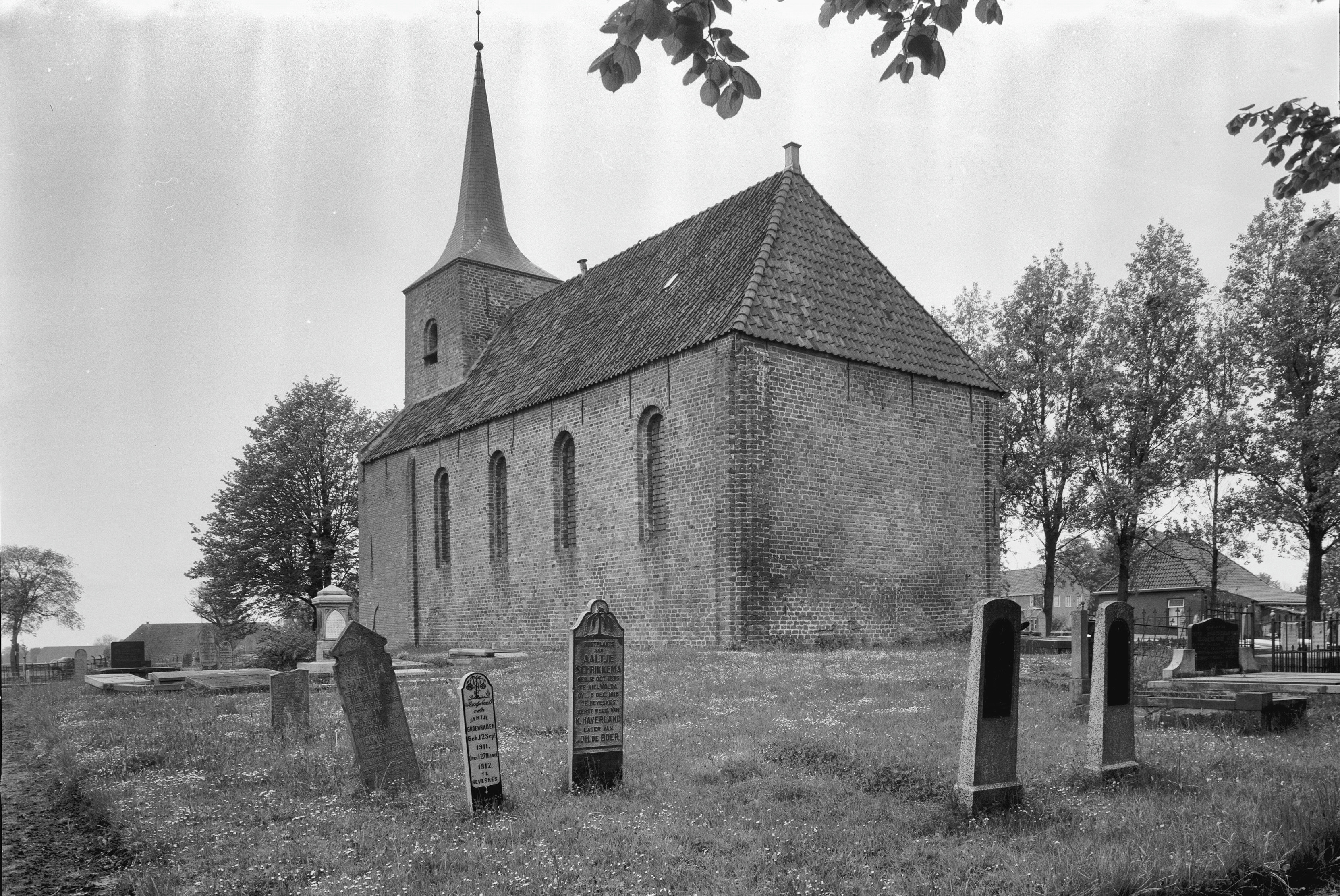
De kerk in 1965

Begin jaren 1960 werd bekend dat het dorp Heveskes moest verdwijnen van het oprukken van chemische industrie en de aanleg van de Oosterhornhaven. De bewoners moesten gedwongen verhuizen en het dorp Heveskes werd In de jaren 1965-1975 gesloopt. Nadat de laatste predikant in 1967 was vertrokken, werd het gebouw niet meer gebruikt. Het kerkje kwam aan een goederenspoorlijn (de Stamlijn Delfzijl) te liggen, maar werd niet afgebroken. Het Havenschap Delfzijl en zijn opvolger Groningen Seaports wilden het kerkje het liefst net als de rest van het dorp laten slopen en verplaatsen naar een andere locatie om het terrein om te kunnen vormen tot industriegebied.
Bij gebrek aan een kerkgemeente werden er geen diensten meer gehouden. In 1971 probeerde de enkele jaren eerder opgerichte Stichting Oude Groninger Kerken de kerk over te nemen van de diaconie van de kerkgemeente, die nu onderdeel vormde van de kerkvoogdij van de kerk van Farmsum. De kerkvoogdij wilde echter geld zien en weigerde het gebouw voor een symbolisch bedrag over te dragen en bovendien een bruidsschat mee te geven voor het onderhoud. Ook verschillende pogingen daarna liepen stuk op de financiën. Ondertussen werd overwogen of de kerk niet kon worden verplaatst naar een andere plek. In 1974 werd geopperd om de kerk te verplaatsen naar het Nederlands Openluchtmuseum in Arnhem, dat eerder al tevergeefs gepoogd had om de kerken van Fransum en Oterdum te verkrijgen. De stichting Oude Groninger Kerken was hier zwaar op tegen. Woordvoerder Regnerus Steensma verwoordde het aldus: "Elke kerk heeft zijn plaats in het landschap en zijn omgeving. Met overplaatsen haal je er een schakel tussenuit".
Ook in de omgeving ontstond protest tegen dit plan, waarop het niet doorging. In 1975 verkocht de diaconie de kerk toch aan het Havenschap. Omdat het terrein niet meteen nodig was en de kerk de status van monument had, was sloop echter niet meteen aan de orde. De kerk werd ondertussen regelmatig bezocht door vandalen die het interieur in de loop der tijd grote schade toebrachten. Het Van Dam-orgel werd in 1975 verplaatst naar de kerk van Uitwierde. De preekstoel ging naar de kerk van Engelbert en werd daar pas in 2013 geïnstalleerd.
In 1982 werd opnieuw een voorstel gedaan om de kerk te verplaatsen. Ditmaal ter vervanging van de in slechte staat verkerende kerk van Garsthuizen. Ook ditmaal werd het plan afgeschoten vanwege de hoge kosten. Hetzelfde gold voor een plan in 1989 om de kerk te verplaatsen naar het Japanse themapark Huis ten Bosch in Nagasaki.  In 1993 wilde het Havenschap de sloopvergunning aanvragen voor de kerk, maar werd hierbij gehinderd door de monumentenstatus.

### Behoud, maar zonder functie
Te elfder ure werd - ook met het oog op de stilgevallen ontwikkeling van het industriegebied - besloten het kerkje op zijn historische plek te laten staan. De gemeente bleek bereid om een deel van de kosten voor de restauratie te dragen als er ook 100.000 gulden bijeen werd gebracht door particulieren. Dit geld werd opgebracht middels van giften, popconcerten, pianorecitals en dia-avonden en verzameld door een stichting die in 1992 werd opgericht door dichter Jan Samuel Niehoff. Vervolgens probeerde de CDA-fractie van de gemeente Delfzijl in 1993 om de kerk alsnog te verplaatsen naar een andere plek binnen de gemeente Delfzijl, maar ook dit voorstel werd terzijde geschoven.
In 1995 werd het kerkje daarop door het Havenschap alsnog overgedaan aan de Stichting Oude Groninger Kerken. De verwaarloosde kerk werd van het restant van zijn interieur ontdaan en in een gefaseerd proces gerestaureerd. Het dak werd vernieuwd en er kwam een nieuwe vloer van leem zoals die er in de middeleeuwen moet hebben uitgezien. Doordat het pleisterwerk werd verwijderd is de bouwgeschiedenis goed waar te nemen aan de bakstenen muren, waarin tekenen van opgedane schade en dichtgemetselde ramen en deuren getuigen van het verleden. Het kerkhof aan de voorzijde, met enkele grafzerken uit 1681, werd in 2002 gerestaureerd.
In 2007 probeerde Groningen Seaports, de opvolger van het Havenschap, opnieuw om de kerk te verplaatsen. Ditmaal naar de wierde van het eveneens grotendeels gesloopte buurdorp Weiwerd, waar het een ontmoetingscentrum zou moeten worden voor een gepland bedrijventerrein Delfoord. De verhuizing zou technisch mogelijk zijn doordat de kerk niet op palen is gebouwd, maar op een plaat van keileem. Het toenmalige CDA-Tweede Kamerlid Rikus Jager steunde het plan, maar het werd net als alle vorige verplaatsingsvoorstellen afgewezen door de Stichting Oude Groninger Kerken. Zij is van mening dat dit vroeg-13e-eeuwse rijksmonument, waaraan door de Rijksdienst voor het Cultureel Erfgoed een "zeer hoge cultuurhistorische waarde" wordt toegekend, juist op de oorspronkelijke plek de herinnering aan de verdwenen dorpsgemeenschap levend houdt. Bovendien gaat het om beschermd landschappelijk gebied.
De kerk is nu geheel leeg en wordt af en toe gebruikt voor ontvangsten en presentaties van de omliggende bedrijven.

## Afbeeldingen

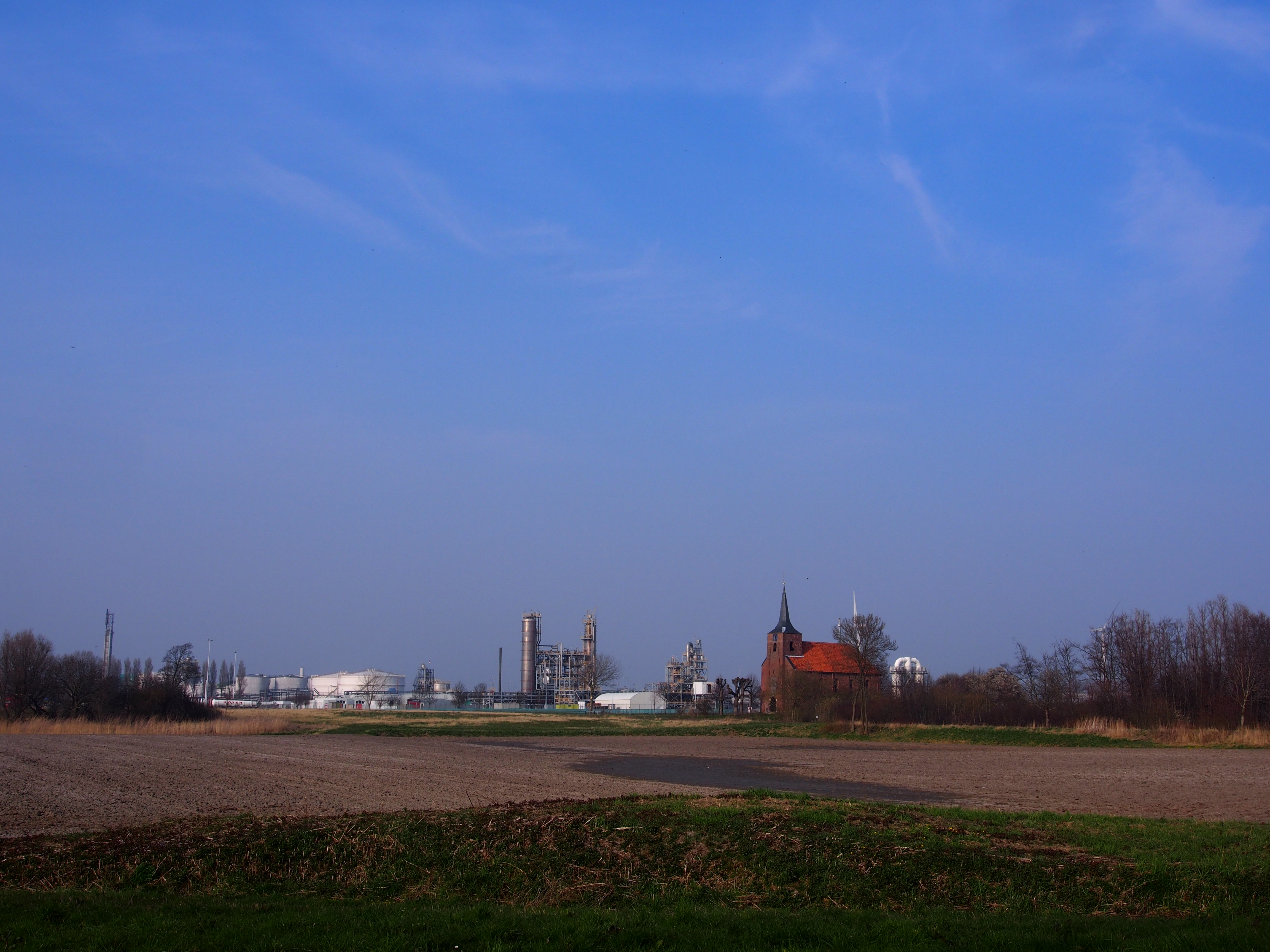
Het kerkje met de industrie op de achtergrond. Op de voorgrond het westelijke restant van de dorpswierde van Heveskes.
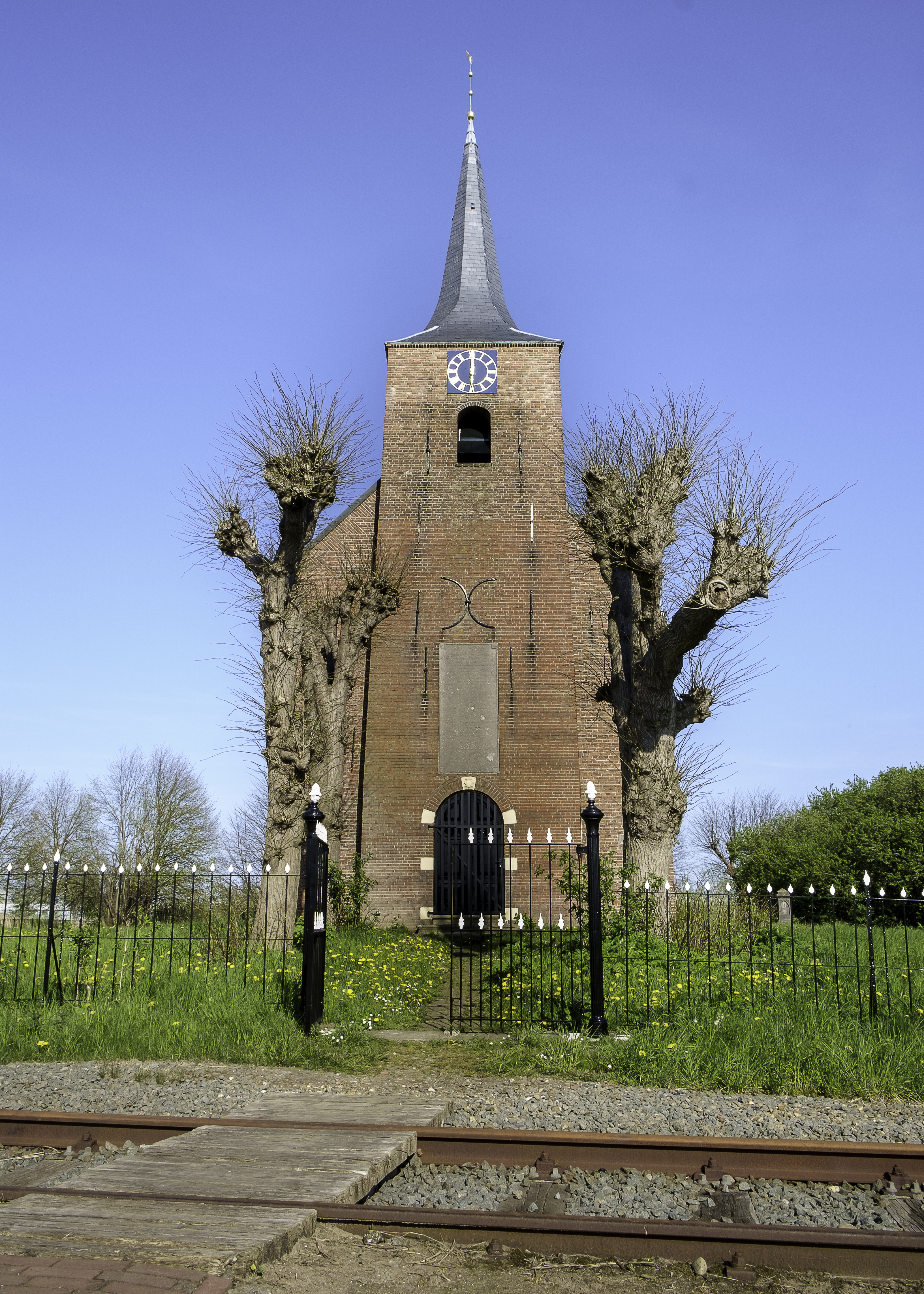
Vooraanzicht vanaf het spoor
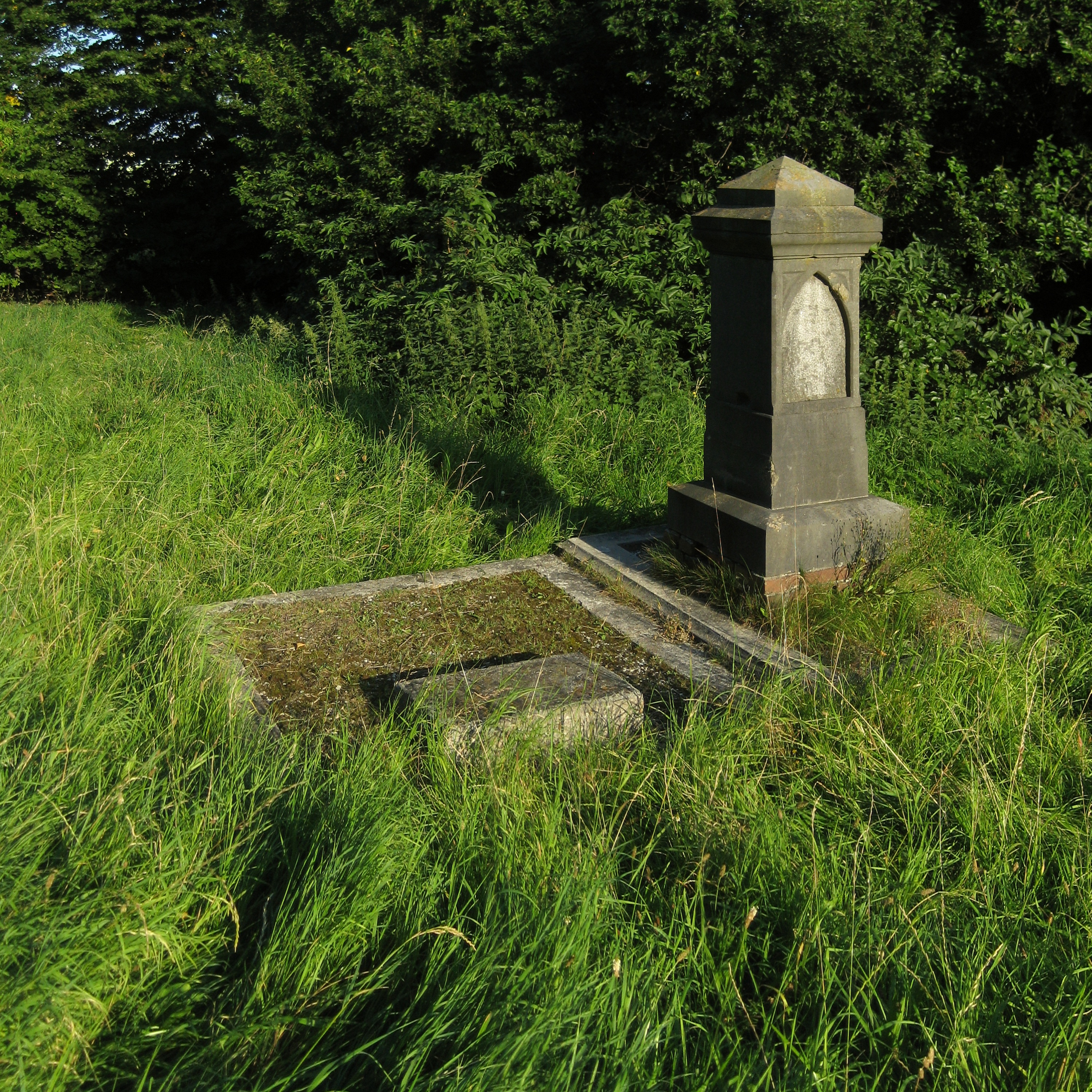
Graf op het kerkhof naast de kerk (2012)
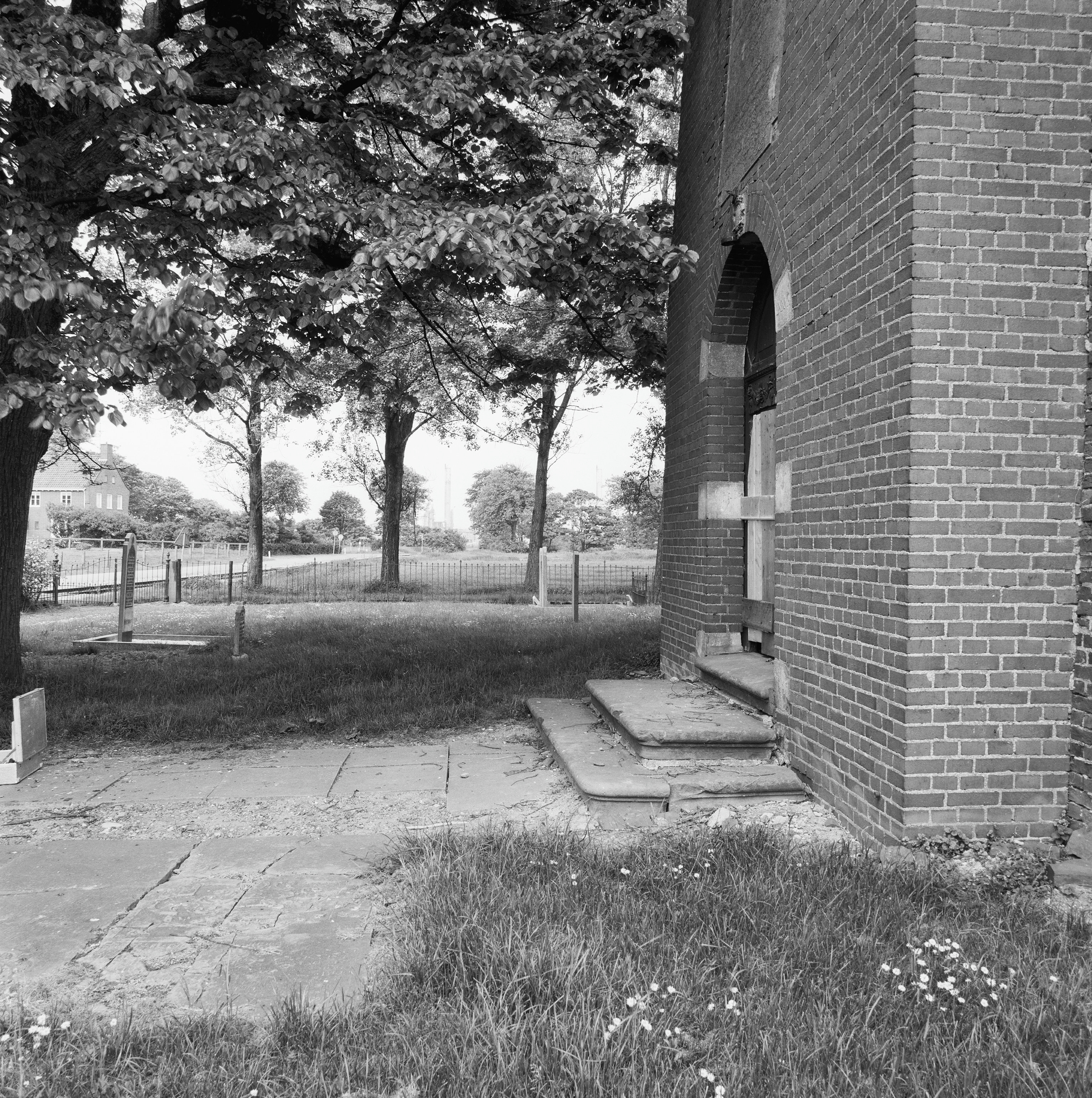
Ingang toren in 1978
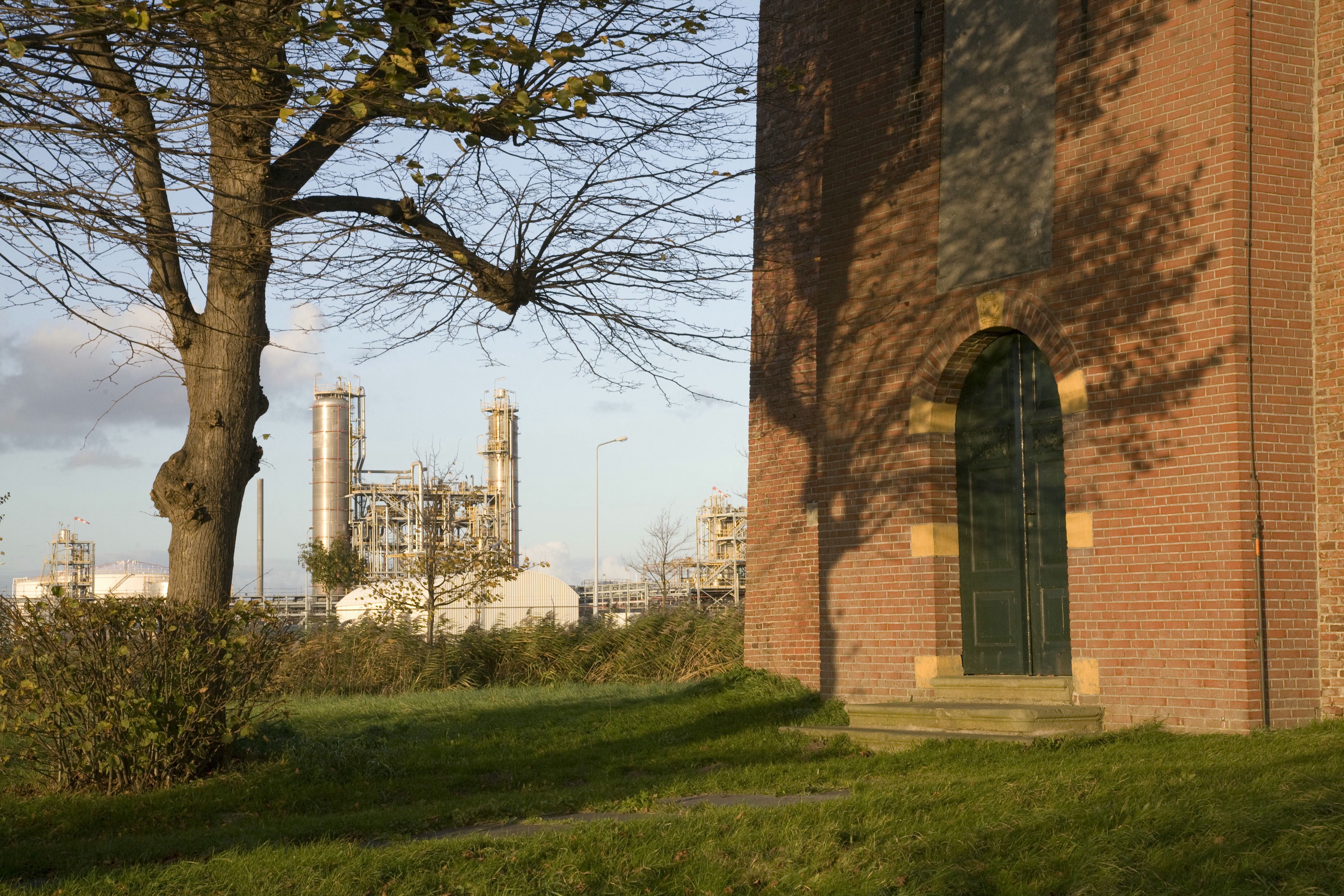
Dezelfde plek met chemische industrie als buurman
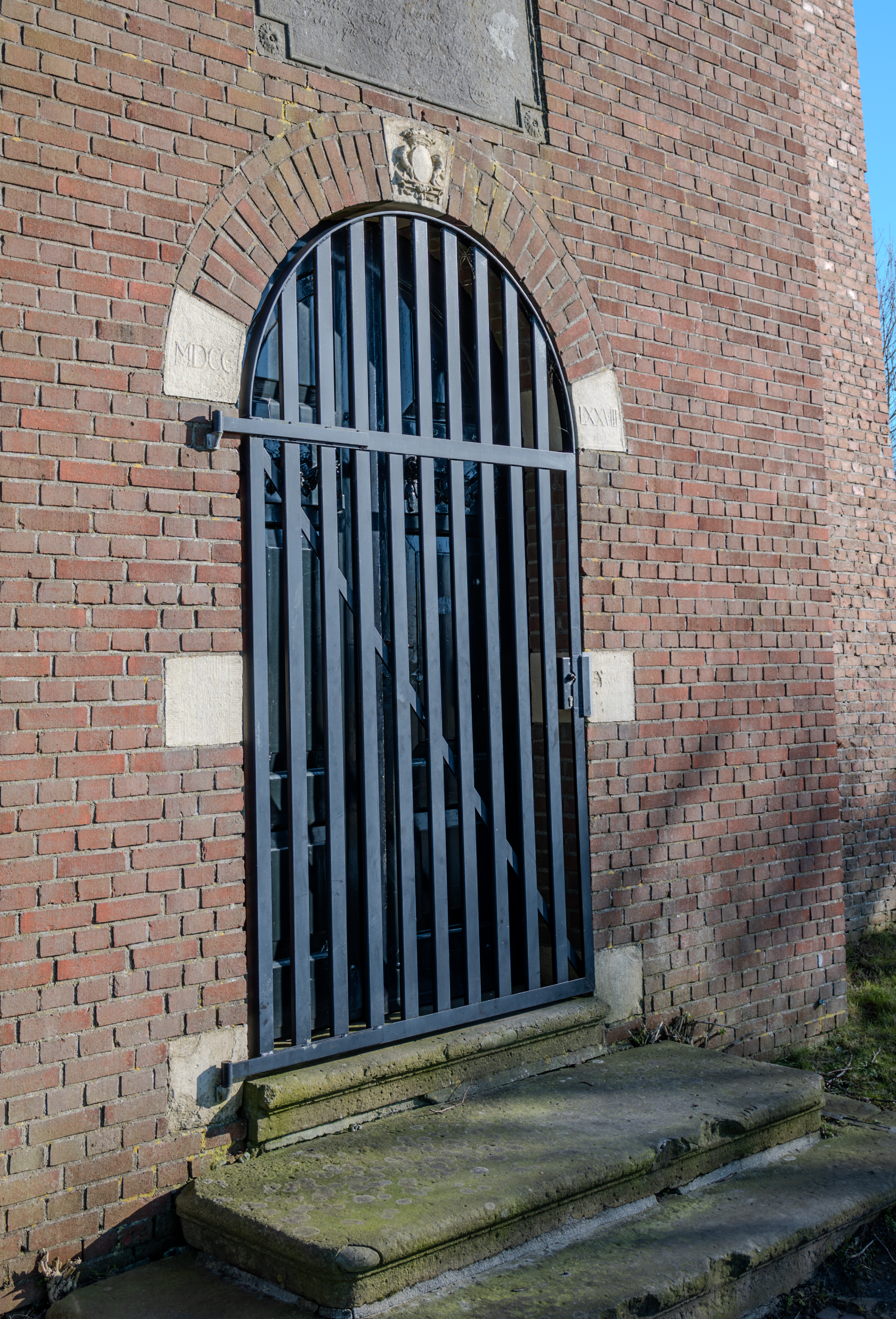
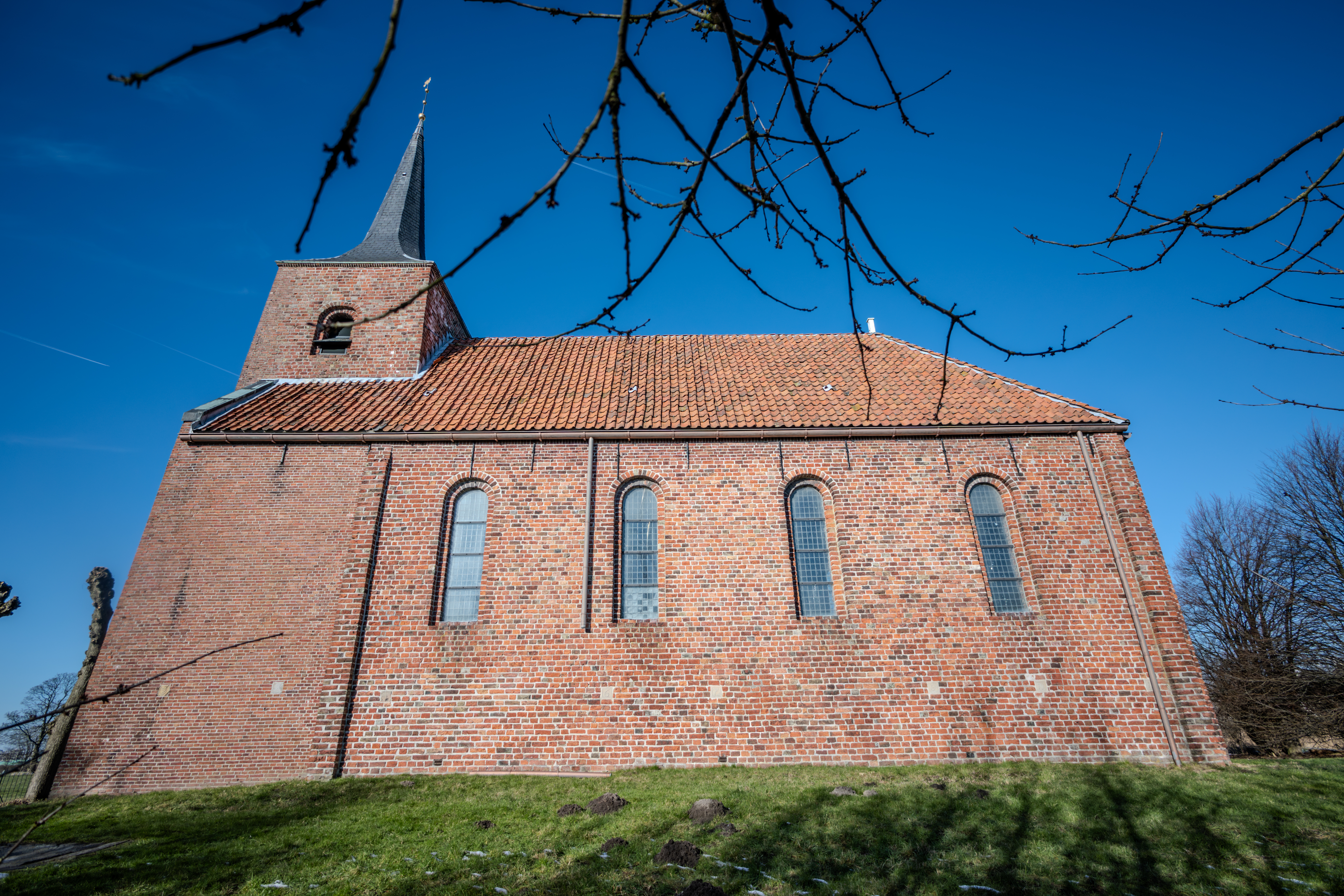
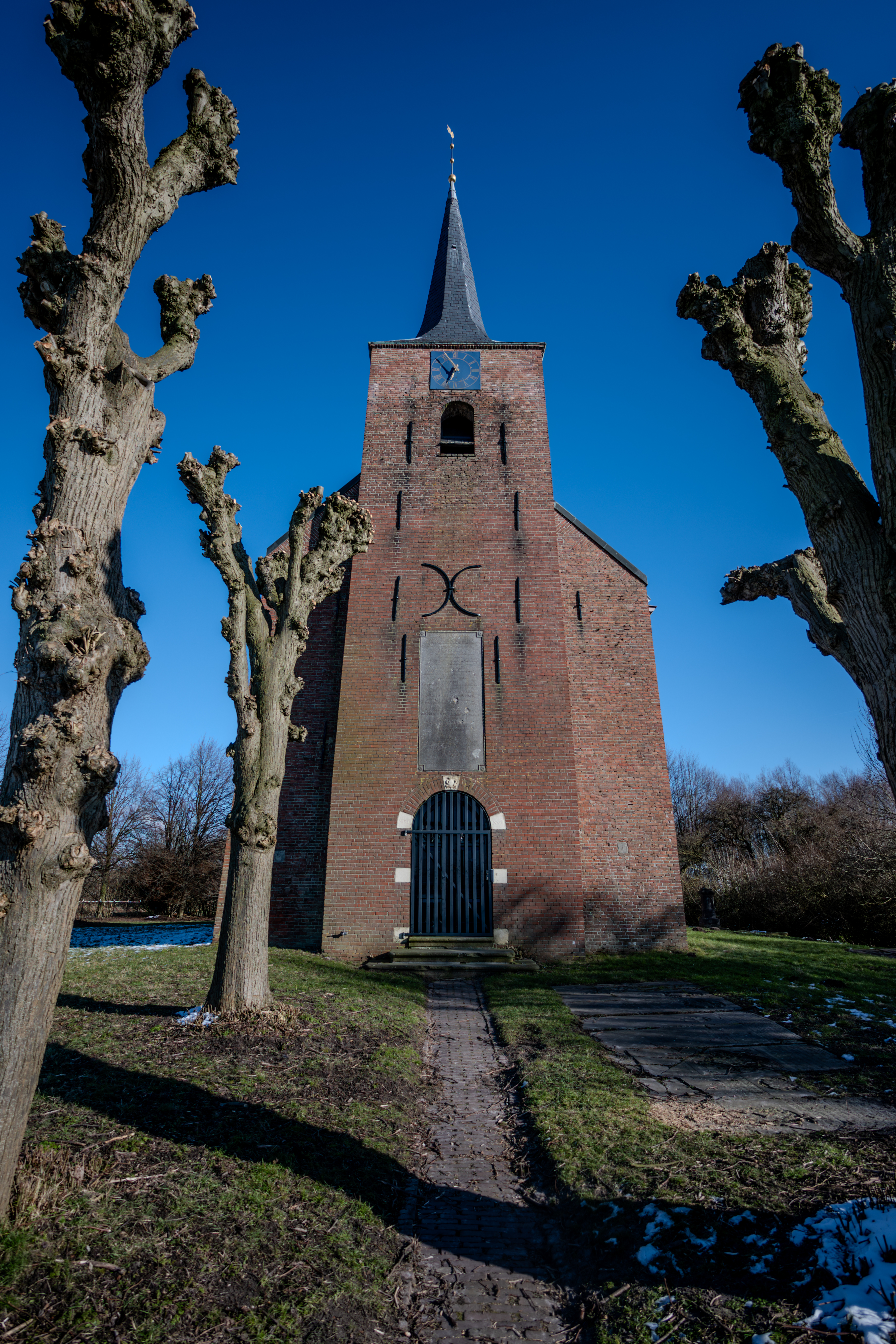
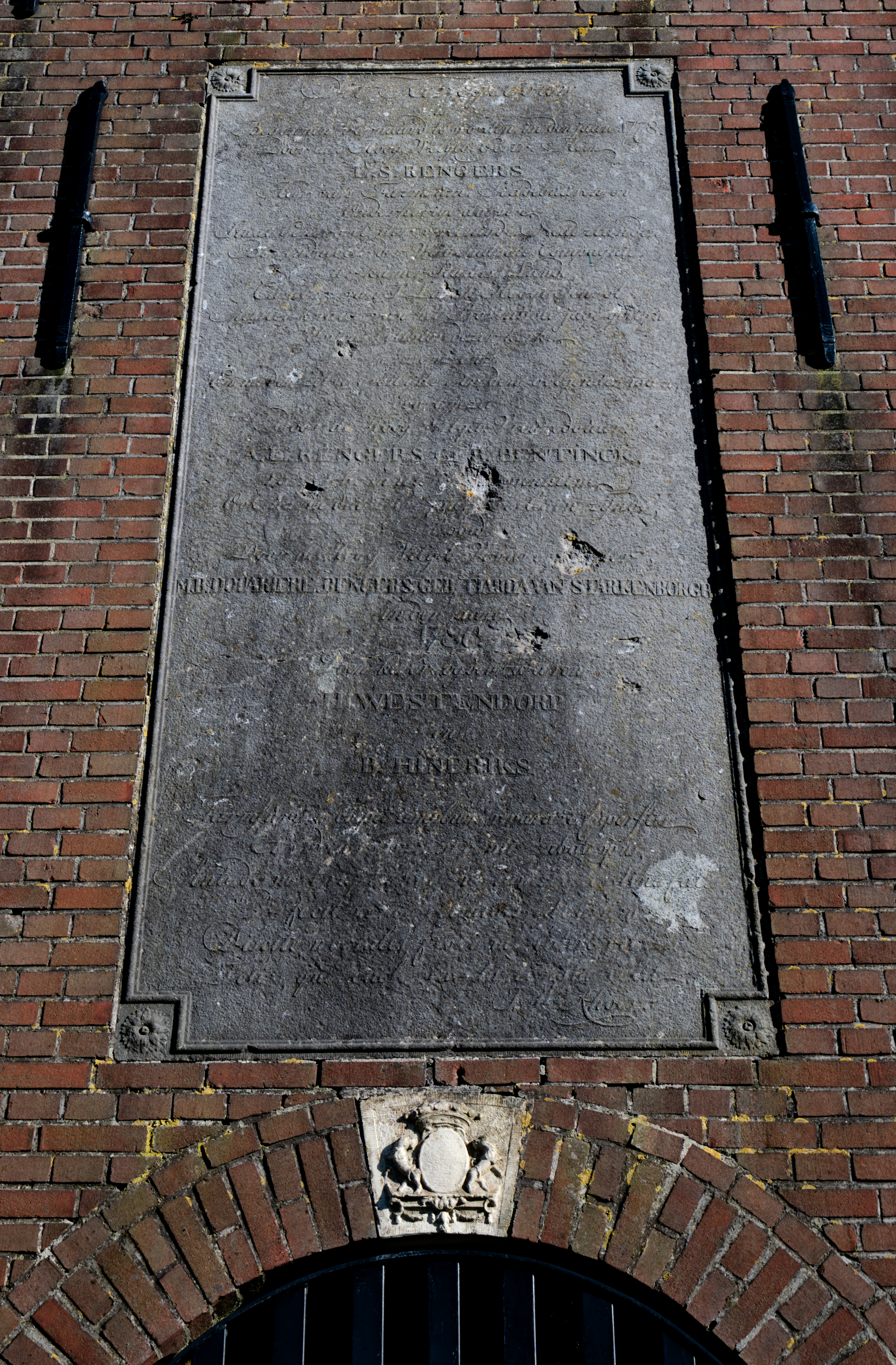
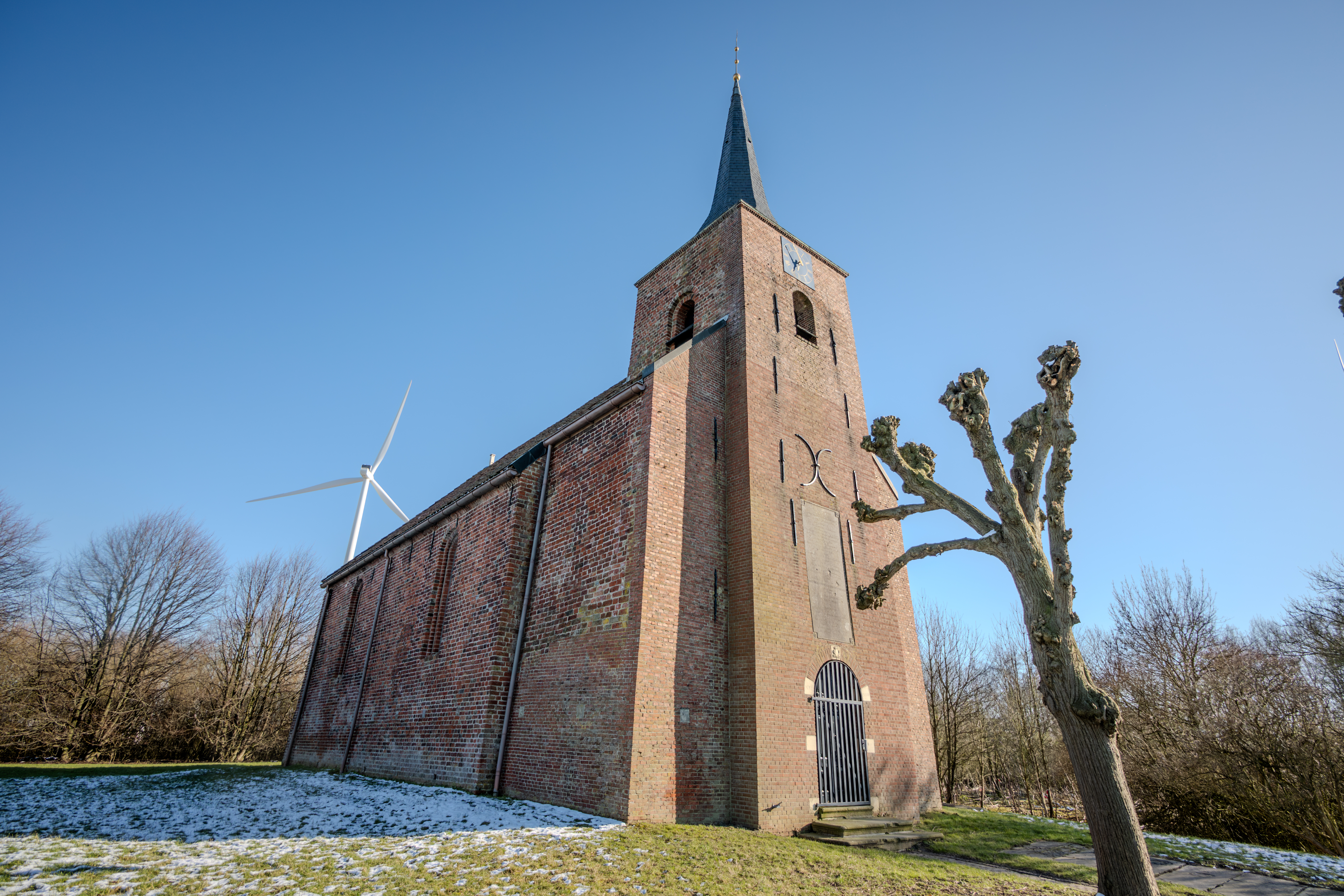
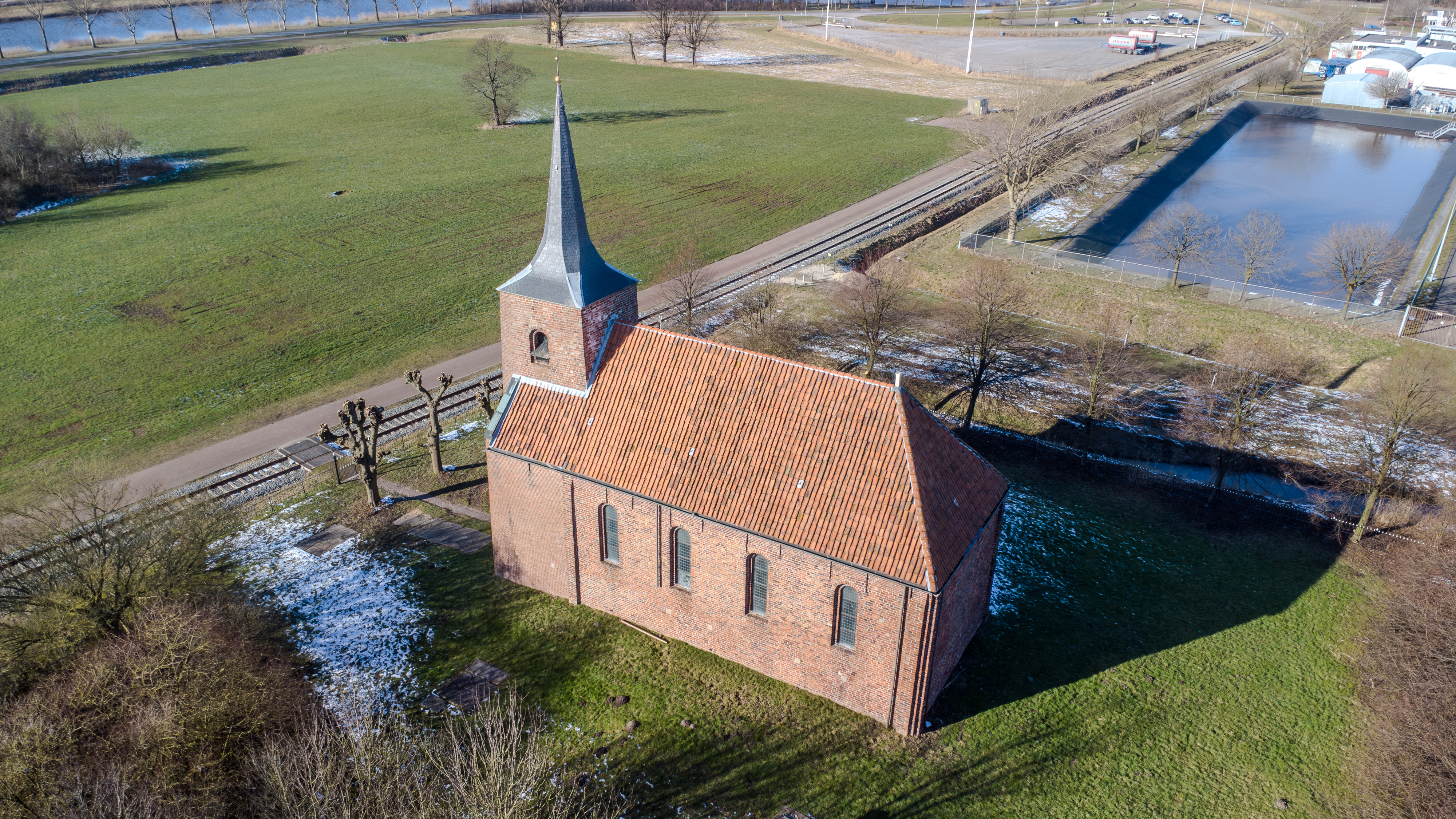
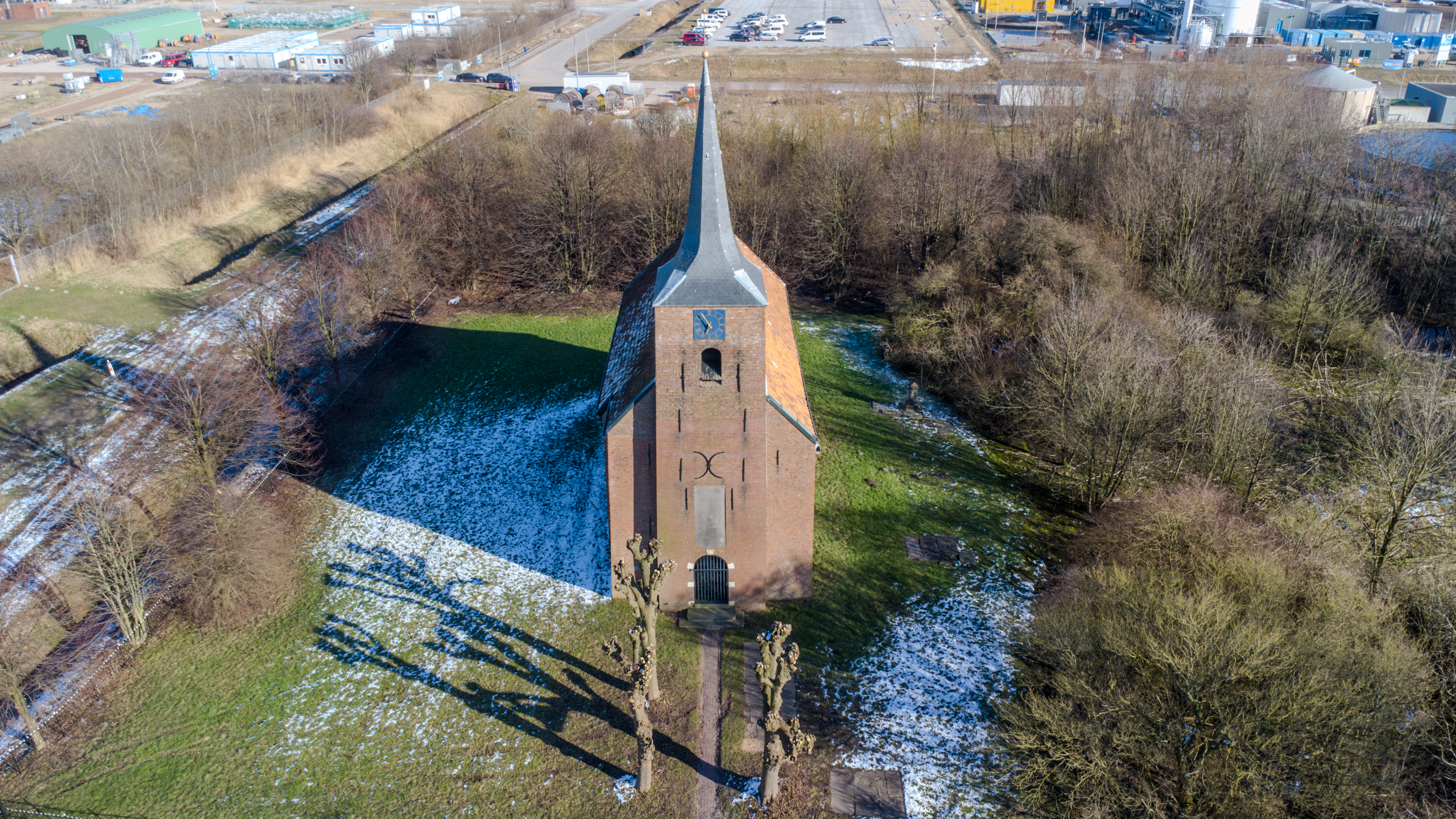

### Het interieur zoals het was

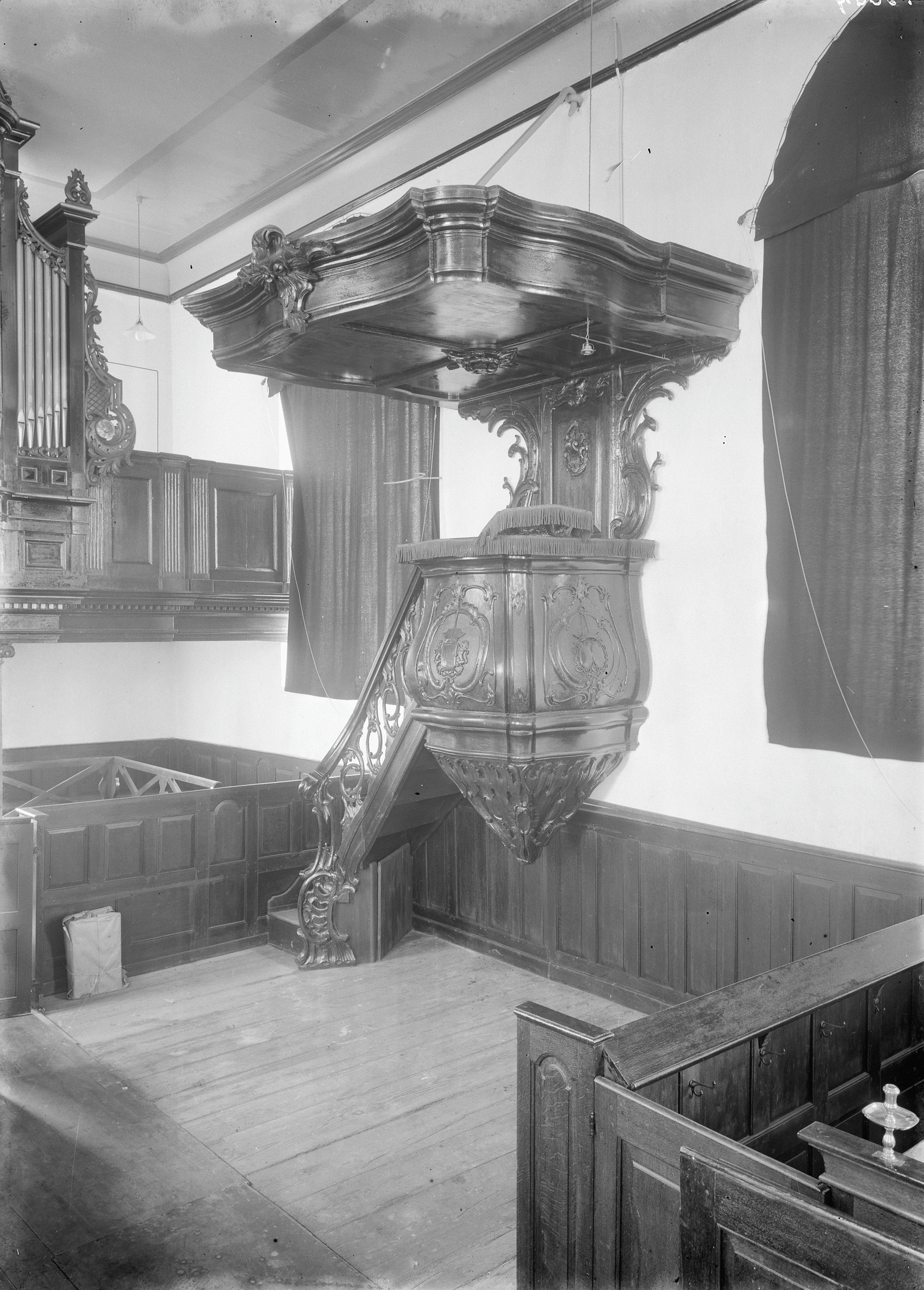
Preekstoel (nu in de kerk van Engelbert)
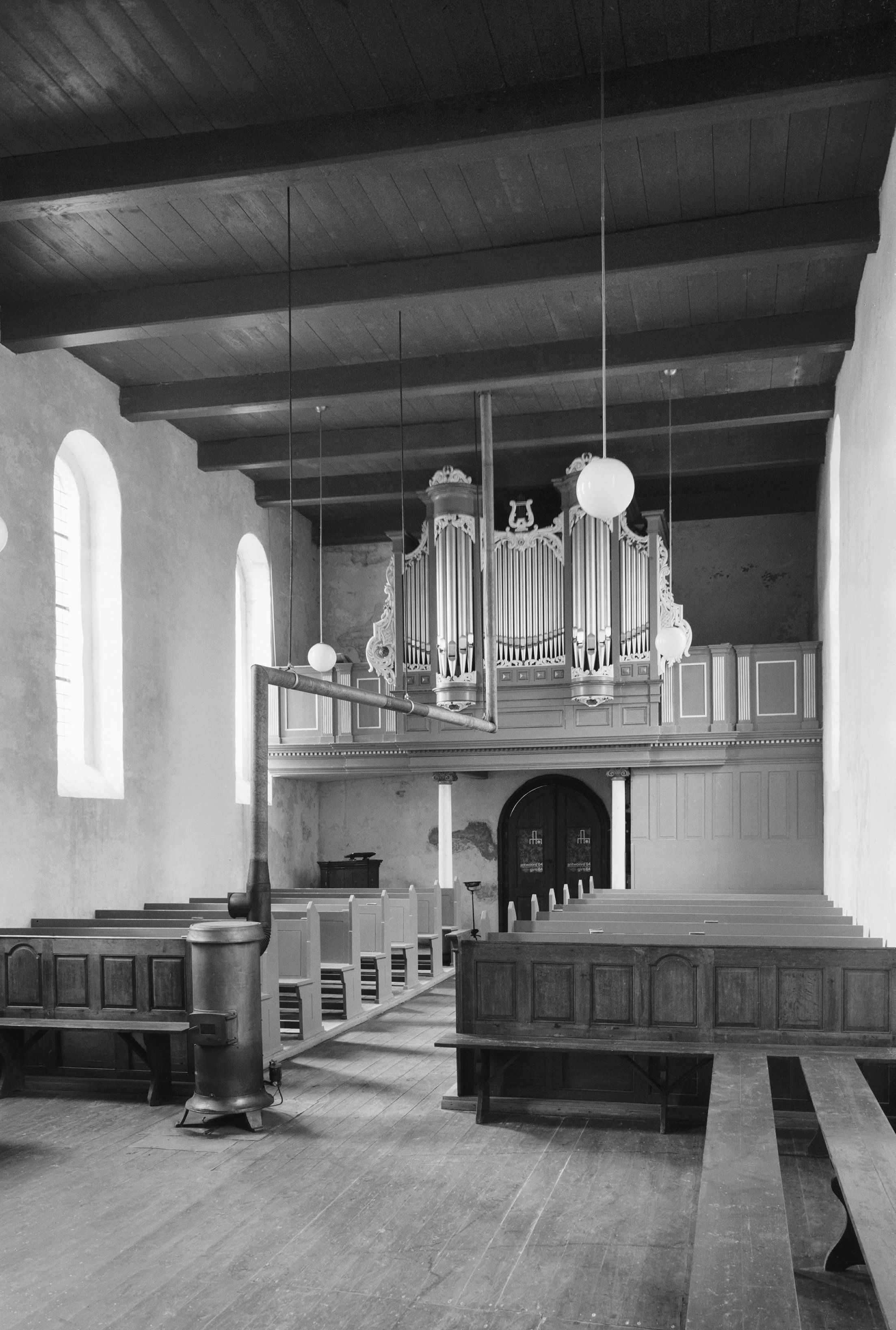
Interieur naar het westen (1965) met het Van Dam-orgel (nu in de kerk van Uitwierde)
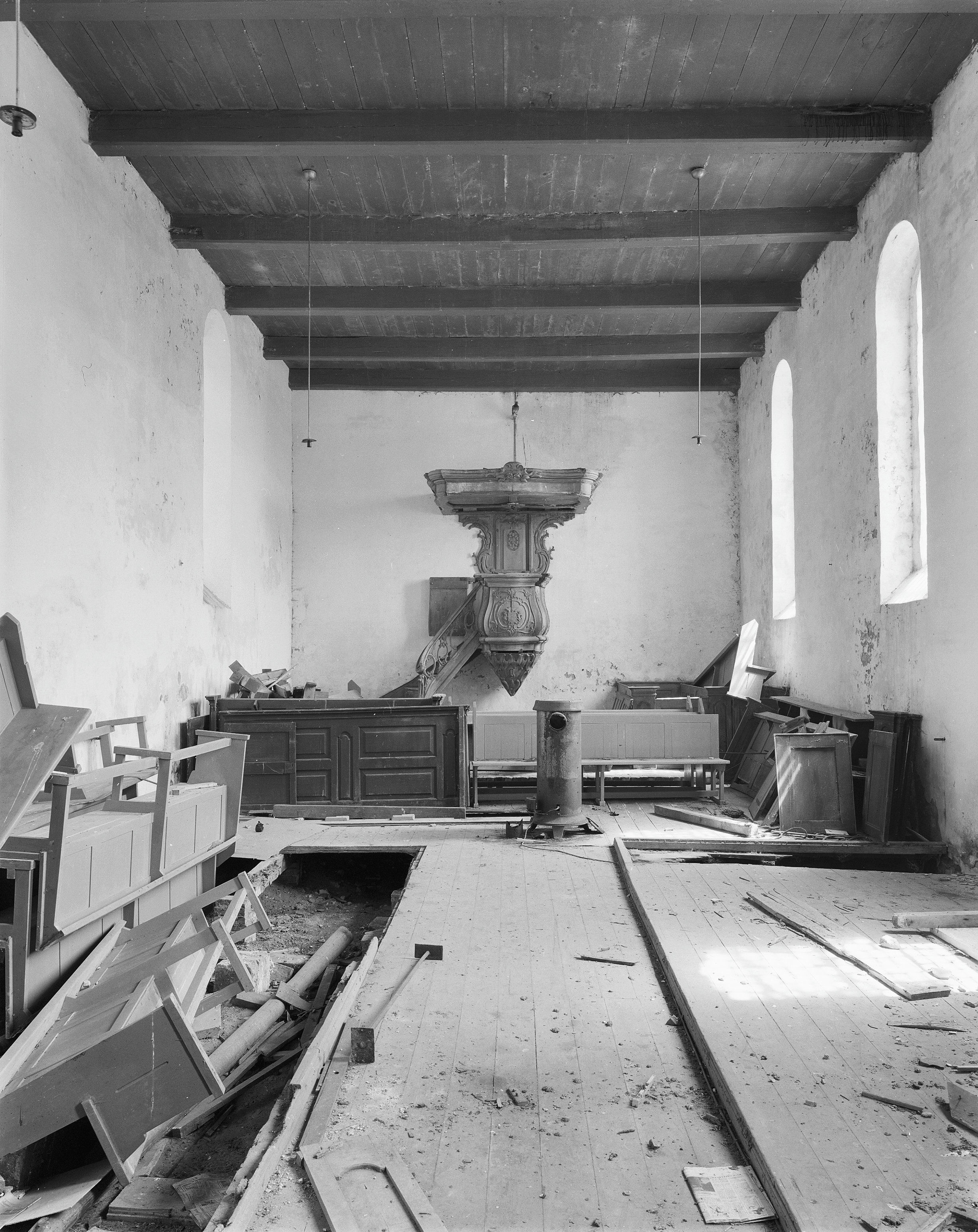
Interieur naar het oosten met opengebroken vloer (1978)
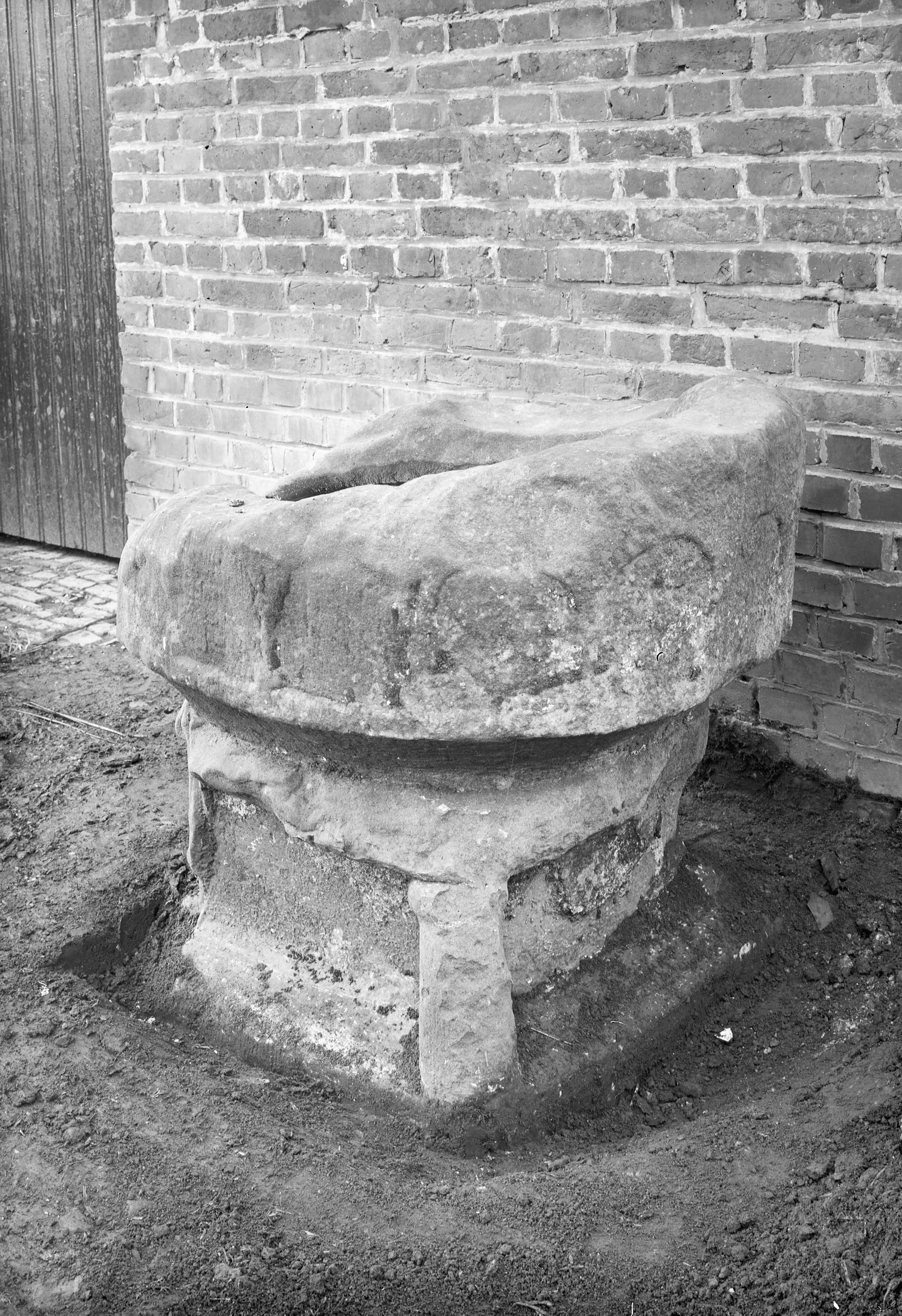
De doopvont (1940) (nu in de kerk van Termunten)